# Bình Đại (huyện)
Bình Đại là một huyện cũ thuộc tỉnh Bến Tre cũ, Việt Nam.

## Địa lý

### Vị trí địa lý
Huyện Bình Đại nằm ở phía đông của tỉnh Bến Tre, có vị trí địa lý:
- Phía đông giáp Biển Đông
- Phía tây giáp huyện Châu Thành
- Phía nam giáp huyện Giồng Trôm và huyện Ba Tri
- Phía bắc giáp huyện Tân Phú Đông và huyện Chợ Gạo thuộc tỉnh Tiền Giang.

### Điều kiện tự nhiên
Bình Đại là một trong ba huyện ven biển của tỉnh Bến Tre, nhưng không được nhiều thuận lợi như Ba Tri và Thạnh Phú. Bình Đại thường xuyên chịu sự xâm nhập của nước mặn vào tận các xã ở giữa cù lao như Lộc Thuận, Vang Quới Đông, biến nơi đây thành khu vực hoang vu mà người dân gọi là đồng bưng lớn.

#### Địa hình
Địa hình tương đối bằng phẳng, có xu hướng giảm dần từ Tây sang Đông. Độ cao trung bình cao nhất 1,20–1,30m. Độ cao trung bình thấp nhất 0,50–0,60m.

#### Khí hậu
Khí hậu nhiệt đới gió mùa. Nhiệt độ trung bình là 26,8 °C; độ ẩm khá cao từ 81–83%. Bình Đại chịu ảnh hưởng của 2 hướng gió chính là gió Đông – Đông Bắc do biển thổi vào từ tháng 10 năm trước đến tháng 4 năm sau và gió Tây – Tây Nam từ tháng 5 đến tháng 9 hàng năm. Tổng lượng mưa trung bình hằng năm đạt khoảng 1.264 mm với số ngày mưa khoảng 150–160 ngày/năm.

#### Thủy văn
Theo số liệu thủy văn của trạm Thủ Ba Lai, biên độ triều lớn nhất mùa khô là 2,60m với tháng kiệt nhất là tháng 4. Vào mùa lũ, biên độ triều lớn nhất là 3,10m.
Theo số liệu thủy văn của trạm Mỹ Tho, biên độ triều cao nhất mùa khô là 2,92m vào mùa lũ là 2,64m. Tại trạm Bình Châu, mùa khô là 3,09m, mùa lũ là 3,22m.

#### Tài nguyên đất
Địa bàn huyện Bình Đại có 5 nhóm đất chính:
- Nhóm đất cát: 3.310,53ha chiếm 8,26% diện tích tự nhiên của huyện.
- Nhóm đất mặn: 17.328,46ha chiếm 43,23% diện tích tự nhiên.
- Nhóm đất phèn: 2.129,44ha chiếm 5,32% diện tích tự nhiên.
- Nhóm đất phù sa: 2.503,82ha chiếm 6,20% diện tích tự nhiên.
- Nhóm đất canh tác: 9.969,02ha chiếm 24,87% diện tích tự nhiên.

#### Hệ thống sông ngòi
Sông, kênh rạch: 4.879,83ha chiếm 12,18% diện tích tự nhiên.

## Hành chính
Huyện Bình Đại có 19 đơn vị hành chính trực thuộc bao gồm, thị trấn Bình Đại (huyện lỵ) và 18 xã: Bình Thắng, Bình Thới, Châu Hưng, Đại Hòa Lộc, Định Trung, Lộc Thuận, Long Định, Long Hòa, Phú Long, Phú Thuận, Tam Hiệp, Thạnh Phước, Thạnh Trị, Thới Lai, Thới Thuận, Thừa Đức, Vang Quới Đông, Vang Quới Tây.

## Lịch sử

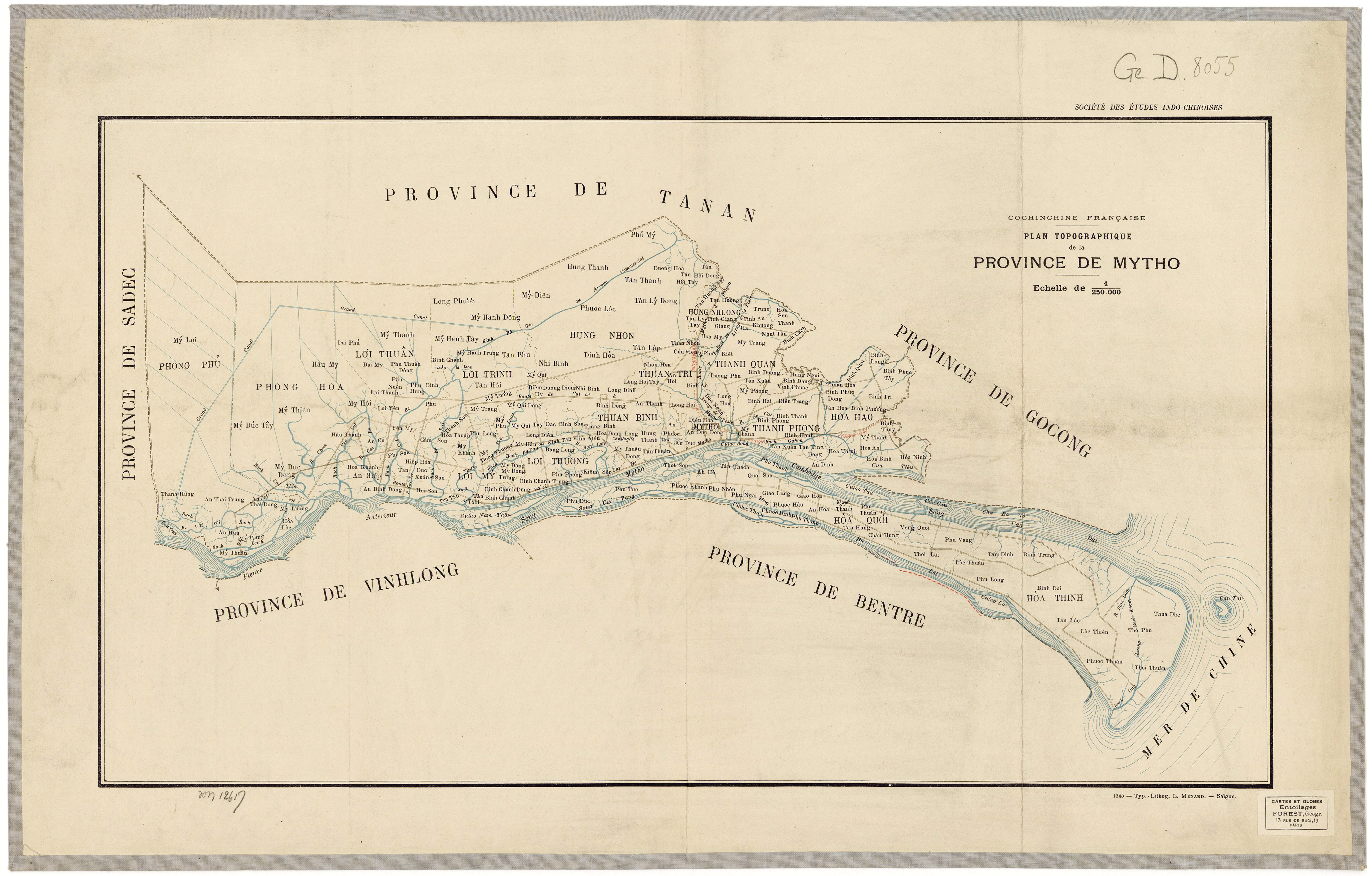
Bản đồ tỉnh Mỹ Tho năm 1902. Trong đó, cù lao An Hóa (gồm huyện Bình Đại và một phần huyện Châu Thành hiện nay) thuộc hai tổng Hòa Quới và Hòa Thinh

Do vị trí cô lập này nên vào thời các Chúa Nguyễn và triều Nguyễn, Bình Đại không cùng thuộc một địa giới hành chính với các huyện khác trong tỉnh Bến Tre.
Năm 1779, vùng đất Bình Đại thuộc địa phận tổng Kiến Hòa, huyện Kiến Khương, dinh Phiên Trấn. Về sau, dinh Phiên Trấn đổi thành dinh Trấn Định, huyện Kiến Khương đổi thành Kiến An, tổng Kiến Hòa được nâng lên thành huyện; phần đất Bình Đại trở thành tổng Hòa Bình của huyện Kiến Hòa.
Năm 1831, vua Minh Mạng tách huyện Kiến Hòa thành hai huyện là Kiến Hòa và Tân Hòa. Huyện Kiến Hòa mới thành lập có 5 tổng, 162 thôn. Sau năm 1832, huyện Kiến Hòa thuộc tỉnh Định Tường, phần đất Bình Đại nằm trong địa giới hai tổng Hòa Hằng và Hòa Thinh. Dưới triều vua Tự Đức, tổng Hòa Hằng đổi tên thành tổng Hòa Quới và vẫn thuộc huyện Kiến Hòa, tỉnh Định Tường.
Ngày 1 tháng 1 năm 1900, tỉnh Mỹ Tho được thành lập, hai tổng Hòa Quới, Hòa Thinh thuộc tỉnh này. Năm 1902, địa giới huyện Bình Đại hôm nay nằm trọn vẹn trong tổng Hòa Thinh và một phần tổng Hòa Quới, thuộc tỉnh Mỹ Tho. Những năm 30 của thế kỷ XX, Pháp lập quận An Hóa thuộc tỉnh Mỹ Tho, bao gồm đất của hai tổng Hòa Quới, Hòa Thinh và một phần tổng Thuận Trị, nghĩa là toàn bộ cù lao An Hóa. Ban đầu, quận lỵ đặt tại chợ An Hóa, sau dời về chợ Bà Khoai thuộc xã Bình Đại.
Sau năm 1950, quận An Hóa được đổi thành quận Bình Đại, vẫn thuộc tỉnh Mỹ Tho.
Ngày 28 tháng 6 năm 1956, quận Bình Đại được tách ra khỏi tỉnh Mỹ Tho để nhập về tỉnh Bến Tre. Ngày 22 tháng 10 năm 1956, tỉnh Bến Tre đổi thành tỉnh Kiến Hòa, quận Bình Đại lúc này bao gồm 13 xã: Bình Đại, Châu Hưng, Long Phụng, Long Thạnh, Lộc Thuận, Phú Thuận, Phước Thuận, Tân Phú, Thành Tân, Thới Thuận, Thới Vinh, Thừa Đức, Vang Quới.
Sau ngày 30 tháng 4 năm 1975, Bình Đại trở thành huyện của tỉnh Bến Tre, gồm thị trấn Bình Đại và 9 xã: Bình Đại, Bình Yên, Định Hòa, Lộc Thuận, Tân Phú Trung, Thạnh Phước, Thới Thuận, Thừa Đức, Vinh Thới.

### Từ năm 1976 đến nay
Ngày 3 tháng 4 năm 1979, Hội đồng Chính phủ ban hành Quyết định số 141-CP về việc điều chỉnh địa giới một số xã thuộc tỉnh Bến Tre:
- Chia xã Bình Đại thành 3 xã: Thạnh Trị, Đại Hòa Lộc và Bình Thới
- Chia thị trấn Bình Đại thành 2 đơn vị hành chính: xã Bình Thắng và thị trấn Bình Đại
- Chia xã Tân Phú Trung thành 2 xã: Phú Long và xã Định Trung
- Chia xã Lộc Thuận thành 2 xã: Phú Vang và Lộc Thuận
- Chia xã Vinh Thới thành 2 xã: Thới Lai và Vang Quới
- Chia xã Bình Yên thành 2 xã: Châu Hưng và Phú Thuận
- Thành lập xã mới Tam Hiệp ở cù lao Cồn Tàu.

Ngày 14 tháng 3 năm 1984, Hội đồng Bộ trưởng ban hành Quyết định số 41-HĐBT phân vạch địa giới xã, thị trấn, thị xã thuộc tỉnh Bến Tre:
- Chia xã Định Hòa thành 2 xã: Long Định và Long Hòa
- Chia xã Vang Quới thành 2 xã: Vang Quới Đông và Vang Quới Tây.

Cuối năm 2004, huyện bao gồm thị trấn Bình Đại và 19 xã: Tam Hiệp, Long Định, Long Hòa, Phú Thuận, Châu Hưng, Vang Quới Tây, Vang Quới Đông, Thới Lai, Phú Vang, Lộc Thuận, Định Trung, Phú Long, Bình Thới, Thạnh Trị, Đại Hòa Lộc, Bình Thắng, Thạnh Phước, Thừa Đức, Thới Thuận.
Ngày 20 tháng 1 năm 2016, Bộ Xây dựng ban hành Quyết định số 67/QĐ-BXD công nhận thị trấn Bình Đại mở rộng đạt tiêu chuẩn đô thị loại IV.
Ngày 24 tháng 10 năm 2024, Ủy ban Thường vụ Quốc hội ban hành Nghị quyết số 1237/NQ-UBTVQH15 về việc sắp xếp đơn vị hành chính cấp xã của tỉnh Bến Tre giai đoạn 2023 – 2025 (nghị quyết có hiệu lực từ ngày 1 tháng 12 năm 2024). Theo đó, sáp nhập xã Phú Vang vào xã Lộc Thuận.
Huyện Bình Đại có 1 thị trấn và 18 xã như hiện nay.

## Kinh tế - xã hội

### Kinh tế
Người dân Bình Đại chủ yếu làm vườn (chủ yếu là dừa, một bộ phận nhỏ trồng bưởi...), làm ruộng, chăn nuôi gia súc, nuôi trồng thủy hải sản (tôm sú, tôm thẻ chân trắng, sò huyết, nghêu...) Ngoài nghề làm vườn, làm ruộng còn có nghề trồng giồng và nghề đánh cá biển, chế biến những sản phẩm của biển. Ở các xã Thừa Đức, Thới Thuận, Thạnh Phước có những gia đình chuyên sống bằng nghề trồng giồng.

### Đặc sản
Đặc sản dưa hấu mà Nguyễn Liên Phong từng ca ngợi trong Nam Kỳ phong tục, nhân vật diễn ca: "Tư bề Thừa Đức nội thôn. Đất trồng dưa hấu ngọt ngon quá chừng", chính là dưa hấu Cửa Đại. Dưa Cửa Đại từng được bằng khen trong hội chợ đấu xảo canh nông Nam Kỳ do Pháp tổ chức vào đầu những năm ba mươi của thế kỷ này. Ngoài ra, bí đỏ Giồng Giếng (Thạnh Phước), mãng cầu Thới Thuận cũng là đặc sản có tiếng trong vùng.
Đặc sản biển: Các loại khô cá, đặc biệt là mực một nắng, cua biển, tôm khô.

### Nghề đánh cá
Nghề đánh cá ở Bình Đại là một nghề có truyền thống lâu đời và có những nét độc đáo riêng. Chuyên khảo tỉnh Mỹ Tho ghi nghề cá tỉnh Mỹ Tho gồm có bốn làng: Thừa Đức, Thới Thuận, Thọ Phú, Phước Thuận (tức các xã Thừa Đức, Thới Thuận, Thạnh Phước hiện nay).
Một nghề đáng lưu ý nữa của ngư dân Bình Đại là nghề câu kiều. Dụng cụ của nghề này là một giàn lưỡi câu to, rất bén nhưng không có ngạnh (có giàn tới cả ngàn lưỡi câu), phao câu được tra vào những sợi dây giềng với khoảng cách và chiều dài theo một quy tắc nhất định. Sóng và dòng nước chảy làm dao động dàn phao, chuyển thành làn xoáy, khiến các loài cá như cá mập, cá đuối, cá đao... phải lặn xuống sâu để vượt qua giàn lưỡi câu, chúng bị lưỡi câu sắc bén ấy móc vào thịt. Lúc ấy, ngư dân dùng dao đâm chết cá rồi trục lên ghe đem về.
Hàng năm, vào mùa gió chướng, hàng trăm tấn ốc viết bị sóng biển đánh trôi dạt vào bờ, tuy Bến Tre có đến 65 km đường bờ biển, nhưng ốc viết chỉ dạt tập trung vào 5 km bờ biển thuộc xã Thới Thuận của huyện Bình Đại. Người dân xem đây là lộc trời.

### Nghề đóng ghe
Gắn liền với nghề đánh bắt hải sản ở Bình Đại là nghề đóng ghe nổi tiếng của cánh thợ vùng Thới Thuận. Ghe của vùng biển Bình Đại thường được gọi là ghe cửa. Đặc điểm của loại ghe này là mũi cao vừa phải, lườn rộng, thân vững chắc, bánh lái dẹp và dài, hai buồm, trục cuốn và buồm đan bằng lá buông.

## Giao thông
Nằm ở vị trí bốn bên là sông và biển bao bọc, Bình Đại có nhiều lợi thế về giao thông thủy. Ghe tàu đi đánh cá ngoài biển, khi về thường đổ ở bến Bình Thắng để đưa sản phẩm lên chợ Bà Khoai, chợ lớn nhất của huyện. Quốc lộ 57B dài 58,33 km, chạy từ đầu huyện đến cuối huyện, một đầu nối với quốc lộ 60.